# Včera narození
Včera narození (v originále Born Yesterday) je americká filmová komedie z roku 1950 natočená podle divadelní hry. Pojednává o magnátovi, který vezme svou milenku do Washingtonu, kde chce zkorumpovat několik kongresmanů. Najme profesora historie, aby ji trochu vzdělal, a ona přitom nahlédne jeho zkaženost. Judy Holliday za tento film získala Oskara za hlavní ženskou roli. Film byl též nominován na Oskara v kategoriích nejlepší film, režie, kostýmy a scénář. V roce 1993 byl natočen stejnojmenný remake tohoto filmu.